# Zinkfabrik Altenberg

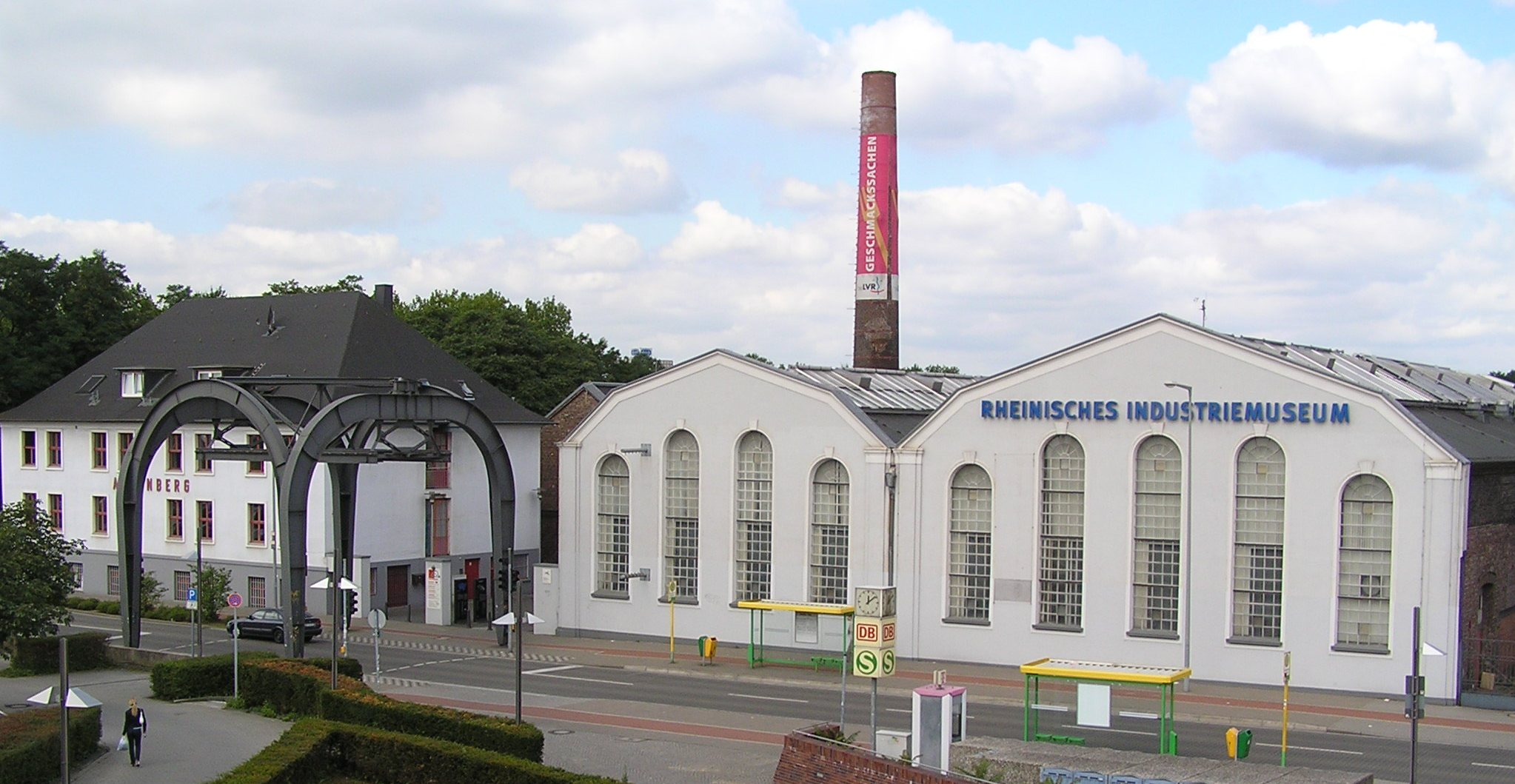
Zinkfabrik Altenberg, heute: LVR-Industriemuseum

Die Zinkfabrik Altenberg in Oberhausen war rund 130 Jahre in Betrieb und auf die Herstellung von Blechen für den Baubereich spezialisiert. Heute befinden sich auf dem ehemaligen Gelände das LVR-Industriemuseum Oberhausen, die Verwaltung des LVR-Industriemuseums und das soziokulturelle Zentrum Altenberg. Das Zentrum Altenberg verfügt über ein Kino und mehrere Hallen, in denen unter anderem Konzerte, Kabarett und andere Veranstaltungen stattfinden.
Die Dauerausstellung des Museums ist seit Ende Oktober 2018 wegen Umbauarbeiten geschlossen und eröffnet voraussichtlich 2025 neu.

## Geschichte
Mitte des 19. Jahrhunderts entdeckten Investoren aus Frankreich und Belgien die Region nördlich der Ruhr als zukunftsträchtigen Industrieraum. 1853 kaufte die 1837 von dem belgischen Bankier und Industriellen François-Dominique Mosselman gegründete „Société Anonyme des Mines et Fonderies de Zinc de la Vieille-Montagne“ (Aktiengesellschaft für Bergbau und Zinkhütten vom Alten Berg) aus Lüttich ein Grundstück auf der Lipper Heide in Oberhausen, um dort ein Zinkwalzwerk zu errichten. Der Standort war preisgünstig und außerdem gut gelegen: Sowohl in unmittelbarer Nähe zur Köln-Mindener Bahnstation als auch zur Zeche Concordia. Der Zollverein der deutschen Staaten hatte zur Abwehr von Importen Zollschranken eingeführt, so dass sich die Einfuhr von belgischen Produkten nicht mehr lohnte. Da die Gesellschaft Standorte in Mülheim-Eppinghofen, Essen-Borbeck und nun auch in Oberhausen besaß, galt sie als einheimisches Unternehmen. 1855 wurde das Walzwerk in Betrieb genommen. Anschließend begann der Bau einer Röstanlage, dieser wurde 1857 abgeschlossen. Die Anfänge der Produktion verliefen allerdings nicht problemlos. Die Société, von den Oberhausenern „Filimontang“ genannt, hatte zunächst Schwierigkeiten Arbeitskräfte zu finden bzw. diese an sich zu binden, da die Arbeit in der Zinkfabrik ein echter Knochenjob war. Um Anreize zu schaffen, wurden Sozialleistungen eingeführt: Eine betriebliche Krankenkasse, eine Invaliden- und Pensionskasse sowie der Bau von Arbeiterwohnraum. Bereits 1857 entstanden westlich des Fabrikgeländes, in der Familienstraße die ersten Arbeiterwohnhäuser. In den 1890er Jahren wurde eine weitere Siedlung an der Gustavstraße errichtet. Dennoch hatte das Unternehmen Schwierigkeiten, Arbeiter für sich zu gewinnen. Bereits 1884 wurde festgestellt, dass täglich 11 Tonnen gasförmigen Schwefels die Umgebung der Zinkfabrik verpesteten. Der Oberhausener Bürgermeister wollte dies relativieren:

„Von Belästigungen aber durch die Industrie dürfte hier gar nicht die Rede sein, da die Einwohner Oberhausens lediglich durch diese Industrie ihre Existenz finden und dafür Jeder, der sich der Industrie wegen niederläßt, diese auch mit in Kauf nimmt oder eben fort bleiben muss.“

Die Belastung der Arbeiter durch Schwermetalle war ungleich schwerer: Um 1900 wurde der Großteil von ihnen schon im Alter von 45 Jahren zu Invaliden. Auch die Landschaft litt unter den Abstoßungen: „(…) direkt hinter der Hütte ist das Land vegetationslos und der Boden (Quarzsand) von saurer Reaktion, in größerer Entfernung (400 m-500 m nach Nordost) fristen selbst Birken nur ein kümmerliches Dasein und in einer Entfernung von 1200 m-1800 m schmeckt sowohl der auf dem Terrain liegende Rauch wie auch der durch fallende Regen sauer (…)“.
1928 musste dann das emissisionsintensive Rösten des Zinks inmitten der Stadt aufgegeben werden. 1934, in der Zeit des Nationalsozialismus, wurde der französische Name eingedeutscht: In „Zink Altenberg“.

## Aufbau
Zum Werksgelände hinter dem Oberhausener Hauptbahnhof gehören:
- Walzhalle (1900)

In der Walzhalle fand die eigentliche Produktion statt. Die Halle wurde in Stahlskelettbauweise errichtet und erstreckt sich über dreiviertel des Werksgeländes: 156 m lang, 36 m breit, 9 bis 15 m hoch mit einer Nutzfläche von 3500 m². Im westlichen Bereich der Halle wurde ein Schwungrad erhalten, im östlichen ein Schmelzofen mit dazugehörigem Gießkarussell. Heute befindet sich dort das eigentliche Museum mit der Dauerausstellung „Schwerindustrie“.
- Magazin mit Pförtnerhaus (1900–1949)

Im Magazin wurden Arbeitsmaterialien gelagert. Außerdem befanden sich dort die Pförtnerloge und Sozialräume für die Belegschaft. Heute sitzt dort die Museumsverwaltung.
- Kesselhaus (1900)

Das Kesselhaus wurde aus Ziegeln gebaut. Dort wurde Dampf zur Energiegewinnung erzeugt. Heute befindet sich dort der Kinderausstellungsbereich.
- Elektrozentrale (1900)

Hier wurde mithilfe von Gleichstromgeneratoren Strom erzeugt bzw. später umgewandelt. Heute befindet sich dort die Ausstellung „Stadtwerk“.
- Walzenlager (1909)
- Eisenlager (1952)
- Schmiede und Schlosserei (ab 1904)
- Klempnerei (1952)
- Villa (1912)

Auf einem parkähnlichen Gelände unmittelbar neben der Gesamtanlage befindet sich die zweieinhalbgeschossige Villa. Dort wohnte der Fabrikdirektor und dort saßen die Betriebskrankenkasse und das Personal- und Lohnbüro. Heute sitzt dort die zentrale Museumsverwaltung des LVR-Industriemuseums.
- Fertigungshalle (1950/71)
- Schreinerei und Lager (1951)

1981 wurde die Zinkfabrik Altenberg geschlossen und zusammen mit dem Schwesterwerk in Essen-Borbeck zusammengelegt und zog in das Essener Hafengebiet um. Zur Schließung des Werkes führten vor allem die Umweltprobleme. Dementsprechend fand die Stadt Oberhausen nach dem Erwerb des Werksgeländes eine stark kontaminierte Brachfläche vor. Der Boden und die Gebäude wiesen hohe Belastungen mit Blei, Cadmium und Schwefelverbindungen auf. Die Sanierungskosten beliefen sich am Ende auf 13 Millionen DM.
Die Gebäude auf dem Gelände stellen ein Ensemble aus sehr unterschiedlichen Einzelelementen dar: Je nach Baujahr und früherer bzw. heutiger Funktion unterscheiden sich die Gebäude stark voneinander in Größe, formaler Erscheinung, Raumangebot und technischem Erhaltungszustand. Die Grundarchitektur aller Gebäude ist jedoch relativ einheitlich: Sie beinhaltet vor allem Umfassungswände aus Ziegelmauerwerk, Satteldach- und Stahlbinderkonstruktionen.

## Kulturzentrum
Bereits 1978 war die Schließung der Zinkfabrik Altenberg absehbar. Daher legte das Oberhausener Stadtplanungsamt eine ausführliche Projektstudie zur Nutzung der Zinkfabrik als Kulturzentrum vor. Der Plan der Stadt zur Umwandlung in ein Bürgerzentrum hatte vor allem wirtschaftliche Gründe, denn kein Investor zeigte Interesse an dem Gelände. Dennoch war das Interesse der Bevölkerung groß: schon 1979, also ein Jahr nach der Studie, gründete sich der Initiativkreis Altenberg (IKA). Zu diesem Dachverband gehörten verschiedene autonome Gruppen, wie zum Beispiel Terre des Hommes, Freie Musikschule Oberhausen e. V. oder die Arbeitsberatungshilfe. Der IKA war auch Träger der Bürgerinitiative Altenberg. „Er (der IKA) wendet sich an alle, an Hobbyhandwerker ohne Gleichgesinnte, Ausländer ohne gemeinsamen Treffpunkt, Taubenzüchter ohne Vereinsheim, Initiativen ohne Treffpunkt, Musikbegeisterte ohne Proberaum, halbe und ganze Profis.“ Um die laufenden Kosten für das Gelände bewältigen zu können, wurde beschlossen, einen Teil der Anlage kommerziell zu nutzen. 1982 wurde das Bürgerzentrum Altenberg gegründet.
Bereits 1987 musste das Bürgerzentrum Altenberg wieder geschlossen werden. Bei Renovierungsarbeiten im Bereich der Schmiede stellte man fest, dass das Industriegelände mit Altlasten kontaminiert war. Im Boden und im Mauerwerk fanden sich Blei-, Quecksilber-, Zinkstaub-, Cadmium- und Ölrückstände. Die Werte lagen mehr als das 300fache über der als gesundheitlich unbedenklich eingestuften Grenze der Klärschlammverordnung. Die Staubbelastung überstieg das 25fache der Grenzwerte. Der IKA räumte umgehend die von ihm genutzten Räume. Fazit einer Untersuchung durch die Technische Hochschule Aachen war, dass das gesamte Gelände aufwendig saniert werden musste. Die Sanierung sah die Entstaubung und Versiegelung des gesamten Geländes vor, durch die Verfüllung der Rauchgasfüchse mit gebranntem Kalk sollten die Schwermetalle gebunden werden. Die Vieille Montagne konnte man nicht zur Rechenschaft ziehen.
Erst 1994 konnten die Renovierungs- und Sanierungsmaßnahmen erfolgreich abgeschlossen werden. Der Initiativkreis Altenberg ging 2003 in Insolvenz. Seitdem fungiert der neu gegründete Verein SOVAT e. V. als Träger des Zentrums Altenberg.

## Industriemuseum

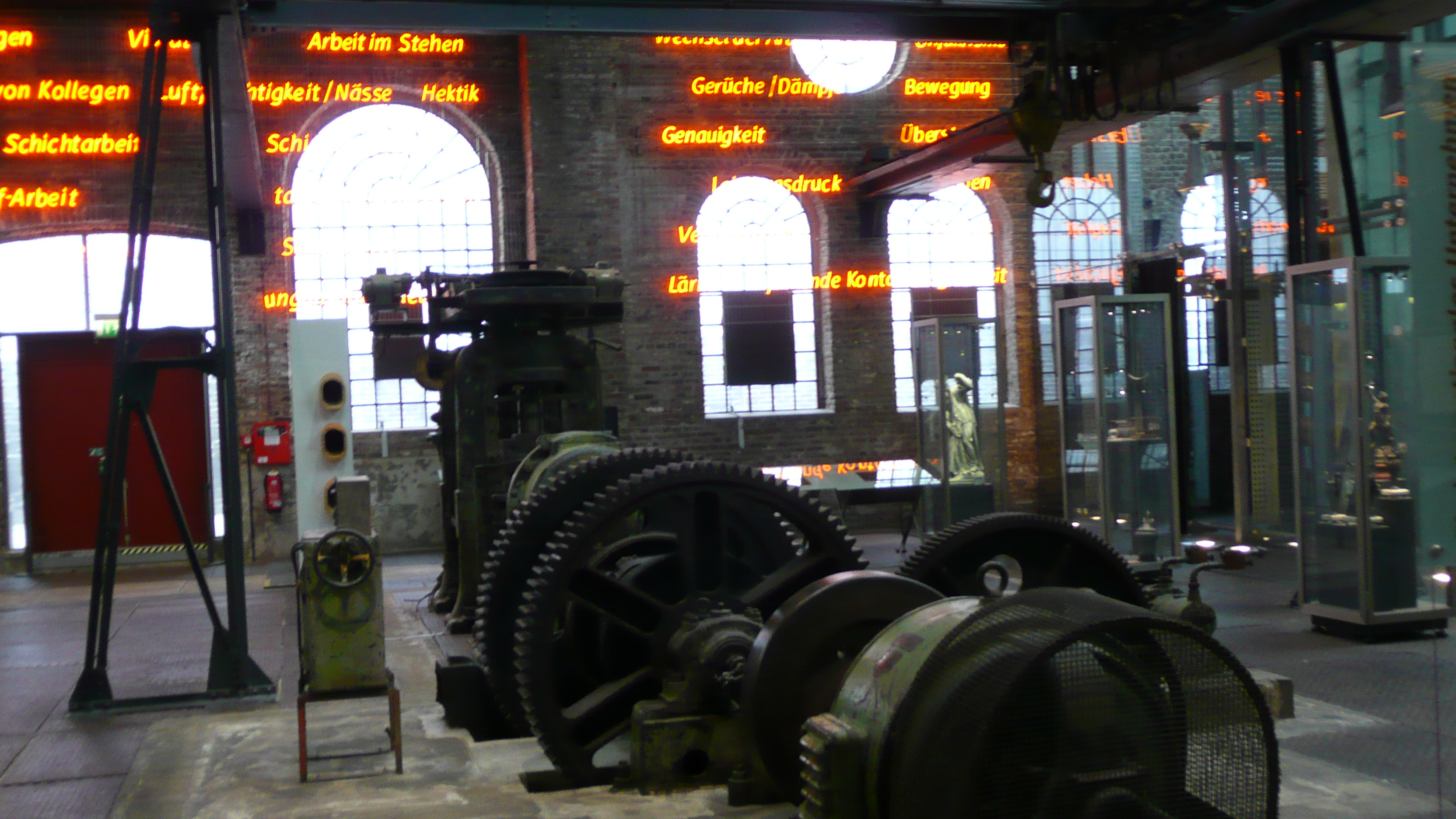
Eingangsbereich des Museums
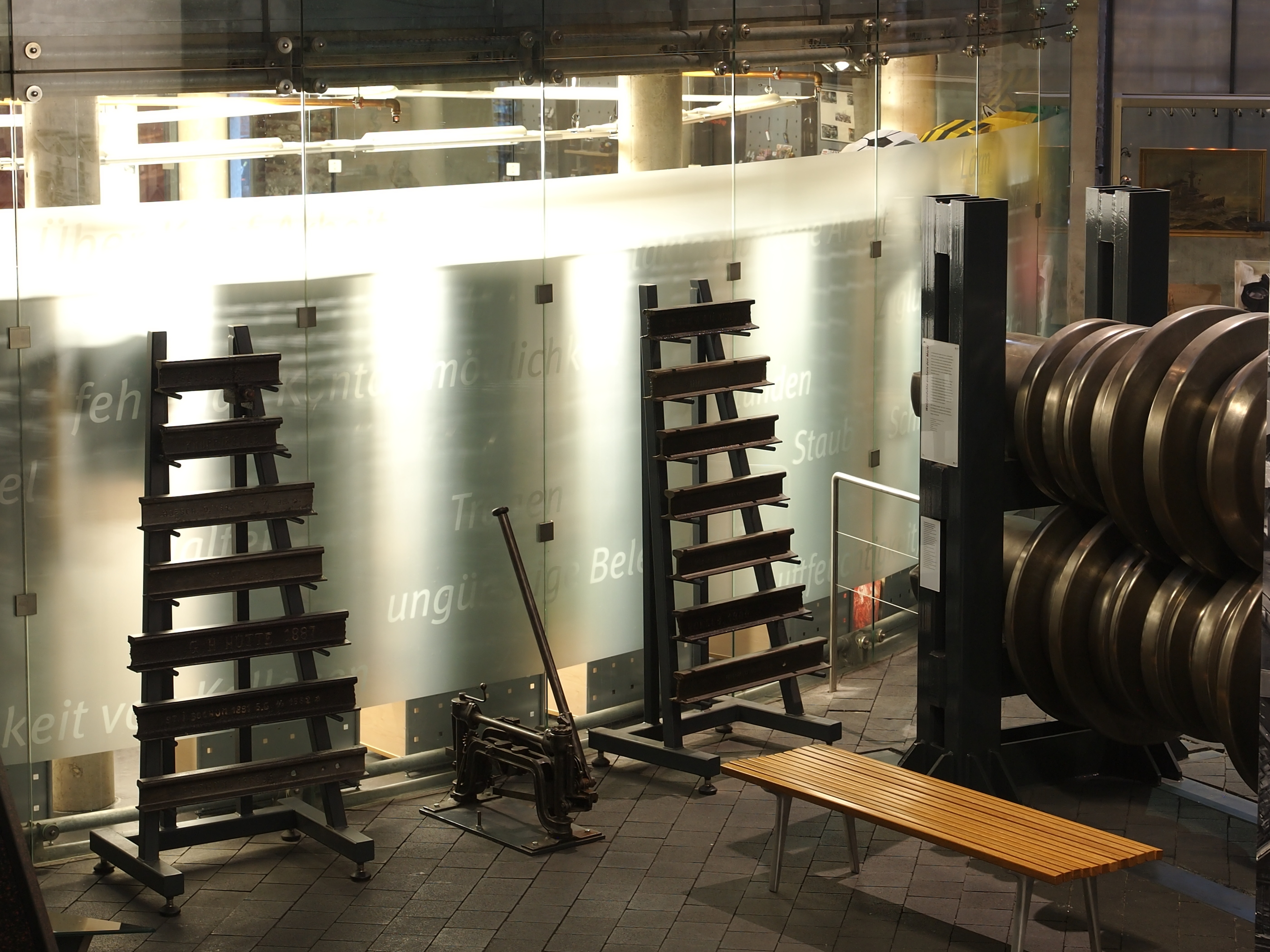
Muster von Eisenbahnschienen und Walzengerüst (rechts) für Schienen im Museum
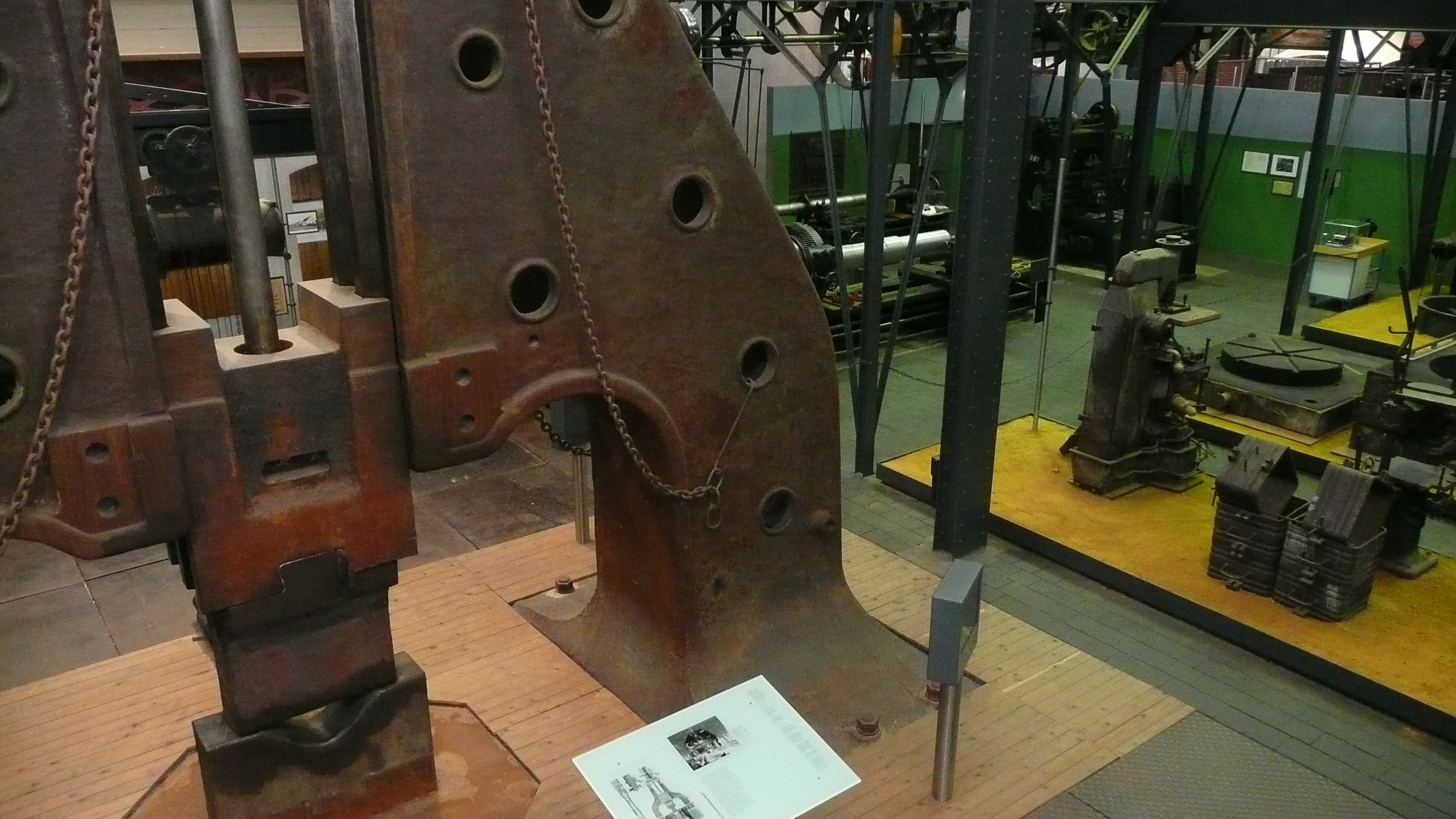
Schmiedehammer, 10 m hoch, 53 t schwer

1983 wurde erstmals die Idee von einem Industriemuseum des Landschaftsverbandes Rheinland (LVR) in der Zinkfabrik Altenberg bekannt. Als der LVR 1984 beschloss, die Zentrale seiner Industriemuseen in Oberhausen einzurichten, war zwar die finanzielle Basis gesichert, doch die 1987 entdeckte Kontaminierung des Geländes verzögerte die Eröffnung, siehe Abschnitt über das Kulturzentrum. In diesem Zusammenhang hatten sich die Kosten für das Industriemuseum um 700 % erhöht. Am 19. August 1997 öffnete das LVR-Industriemuseum Oberhausen seine Pforten.
Die Dauerausstellung „Schwerindustrie“ erzählte über den Alltag von Männern und Frauen, die in der Eisen- und Stahlindustrie ‚malochten‘, über die Macht der Industriebarone und über eine Region, die sich in wenigen Jahrzehnten vom Ackerland in das größte Industriezentrum der Welt verwandelte. Sie wurde im Oktober 2018 geschlossen. Bis Dezember 2018 konnte noch eine Sonderausstellung besucht werden. Aktuell finden umfangreiche Umbauarbeiten statt. Zugleich wird für die geplante neue Dauerausstellung ein neues Konzept diskutiert.